# Häfelfingen
Häfelfingen é uma comuna da Suíça, no Cantão Basileia-Campo. Em 2017 possuía 271 habitantes. Estende-se por uma área de 3,96 km², de densidade populacional de 68,3 hab/km². Confina com as comunas de Buckten, Läufelfingen, Rümlingen, Rünenberg, Wisen (SO) e Zeglingen. 
A língua oficial nesta comuna é a língua alemã.

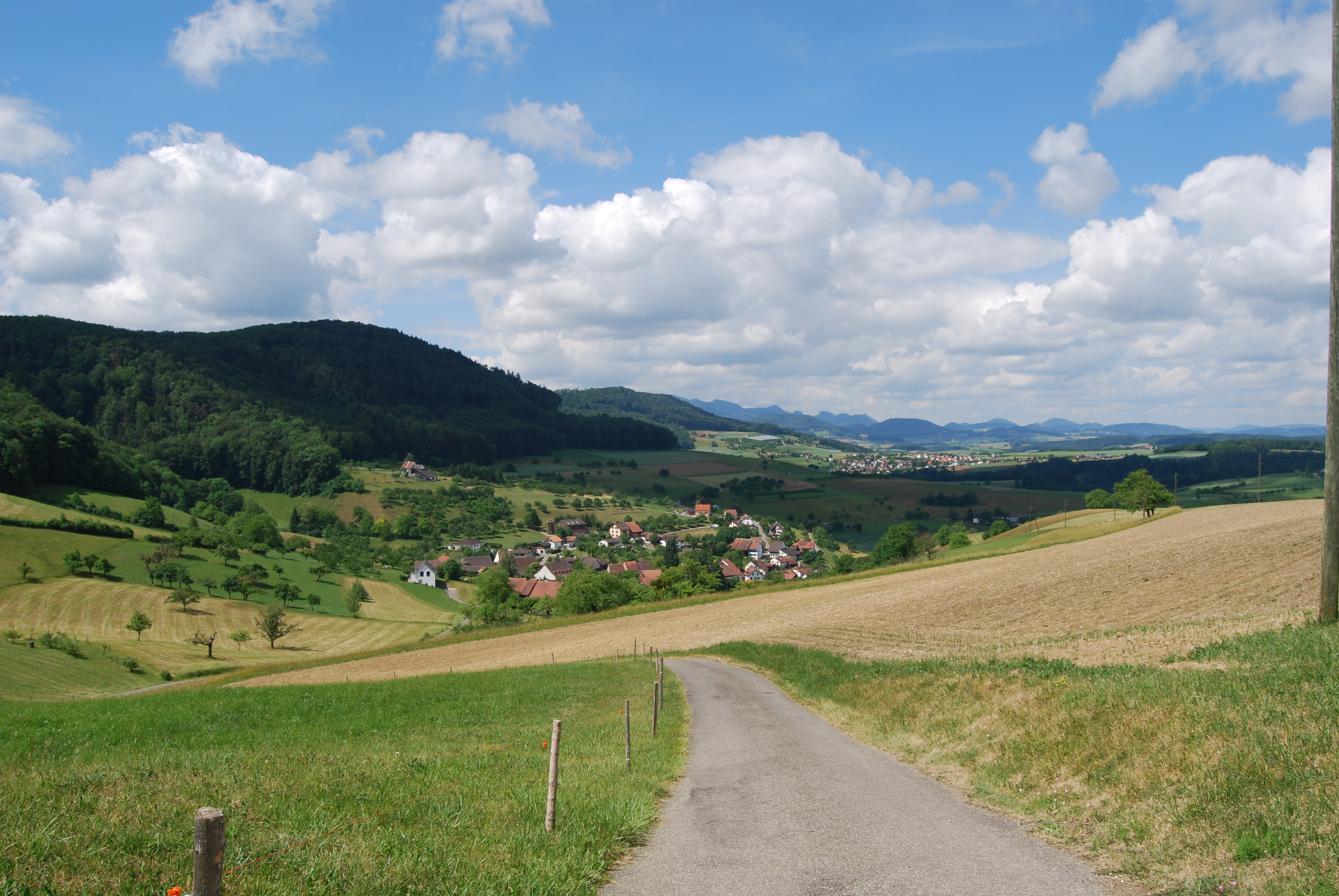
Häfelfingen